# ソユーズTMA-06M
ソユーズTMA-06Mは、2012年10月23日にソユーズFGによって打ち上げられた国際宇宙ステーションへの飛行である。第33次長期滞在/第34次長期滞在のクルー3名をISSに運搬する。

## 乗組員
- オレッグ・ノヴィツキー (1) -  ロシア RSA
- エヴゲニー・タレルキン (1) -  ロシア RSA
- ケビン・フォード (2) -  アメリカ合衆国 NASA